# Heliophanus kankanensis
Heliophanus kankanensis là một loài nhện trong họ Salticidae.
Loài này thuộc chi Heliophanus. Heliophanus kankanensis được Lucien Berland & Millot miêu tả năm 1941.